# 아이리제
아이리제(영어: Irisé)는 2025년 2월 14일 데뷔한 패러블 엔터테인먼트 소속의 5인조 버츄얼 아티스트.